# Edificio de Telefónica (Melilla)
El Edificio Telefónica es un edificio historicista neoárabe del Ensanche Modernista de la ciudad española de Melilla, situado en el número 8 de la Calle General Prim y forma parte del Conjunto Histórico Artístico de la Ciudad de Melilla, un Bien de Interés Cultural.

## Historia
Fue construido entre 1936 y 1944 según diseño de Paulino J. Gayo para la Compañía Telefónica Nacional,  actual Telefónica e inaugurada en 1946 albergando la central automática que albergaba un sistema electromagnético de conmutadores rotatorios.

## Descripción
Consta de planta baja y dos plantas. Está construido con paredes de mampostería de piedra local y ladrillo macizo, con vigas de hierro y bovedillas de ladrillo macizo para los techos. Su fachadas están compuestas de ventanas, con columnas en las que se apoyan arcos ojivales, a excepción de la calle de la derecha, donde se sitúa la puerta de entrada, en arco ojival apoyado en columnas que da paso en las siguientes a unas ventanas bíforas en arcos ojivales, con aleros encima, sobre paños de sebka acabando en una torre.